# Ley relativa a la delimitación de regiones, elecciones regionales y departamentales y modificación del calendario electoral
La Ley Nº 2015-29 de 16 de enero de 2015 relativa a la delimitación de regiones, elecciones regionales y departamentales y modificación del calendario electoral (en francés: Loi Nº 2015-29 du 16 janvier 2015 relative à la délimitation des régions, aux élections régionales et départementales, et modifiant le calendrier électoral) es una ley francesa que establece una nueva división de las regiones. Es parte del Acto III de descentralización (en francés: «Acte III de la décentralisation») implementado por el expresidente François Hollande.

## Contexto
La división de las regiones francesas actuales data de 1972 y las tareas de las colectividades territoriales fueron definidas por primera vez por las Leyes Defferre de 1983.
En anexo a una tribuna de François Hollande de 3 de junio de 2014, figuraba el mapa de una nueva división territorial, división luego recogida en el proyecto de ley «relatif à la délimitation des régions, aux élections régionales et départementales et modifiant le calendrier électoral» que fue presentado el 18 de junio: Francia pasaría a estar entonces dividida en 14 regiones en lugar de las 22 actuales:
- Bretaña, País del Loira, Aquitania, Norte-Paso de Calais, Córcega, Isla de Francia y Provenza Alpes Costa Azul, así como el Centro-Valle de Loira permanecerían sin cambios;
- fusión de Poitou-Charentes, y del Lemosín;
- fusión de Mediodía Pirineos y de Languedoc Rosellón;
- fusión de Auvernia y de Ródano Alpes;
- fusión de Borgoña y del Franco Condado;
- fusión de Alsacia y de Lorena;
- fusión de Baja Normandía y de Alta Normandía;
- fusión de Picardía y de Champaña Ardenas.[3]

La población media de estas nuevas entidades alcanzaría 4,5 millones de habitantes, frente a los 2,9 millones previos.
Acabado de presentar, el proyecto de división territorial encontró mucha oposición. Algunos denunciaron la falta de concertación y quedaron decepcionados de que sus regiones favoritas no se fusionasen, cuando otras rechazaban el matrimonio que se les imponía. Algunos apuntaron al desequilibrio entre el peso económico de las diferentes regiones: la nueva región de Rhône-Alpes-Auvergne estaría llamada a ser la cuarta región de Europa, con 7,2 millones de habitantes y el 12% del PIB del país, mientras que la vecina región Bourgogne Franche-Comté contaría sólo 2,8 millones de habitantes y el 2,6% del PIB.

### Reacciones a la tribuna de François Hollande
Las reacciones a este nuevo mapa territorial no se hicieron esperar, provocando a veces violentas críticas de los electos y de miembros de la sociedad de civil.
El mantenimiento de Nantes fuera de la región de Bretaña, fue también criticado por el antiguo primer ministro Jean-Marc Ayrault, favorable a una fusión del Pays de Loire y de Bretaña, y por el presidente del grupo ecologista en la Asamblea nacional François de Rugy, que juzgó la redistribución «absurda» y la vio como una «pesadilla», estimando que «Bretaña es la región de Francia que tiene desde hace años una demanda de reunificación, de redistribución […], y no bien [...], se nos hace un mapa donde el Pays-de-la-Loire, que es completamente artificial, se mantiene tal cual». El líder de los «Bonnets rouges» Christian Troadec, dijo por su parte que la decisión era «indignante».  Por el contrario, para el presidente de la región Pays-de-la-Loire, Jacques Auxiette, que abogaba desde hacía meses por el mantenimiento de la integridad territorial de su región, este status quo era «razonable».
La creación de una gran región reagrupando Centre, Poitou-Charentes y Lemosín, amplio conjunto que comprendía territorios que iban desde la gran banlieue parisina al estuario de la Gironda y desde las riberas del río Loira a la meseta del Lemosín, fue denunciado por muchos electos locales. En Charente y en Charente-Maritime, departamentos ubicados no lejos de Aquitania y fuertemente influenciados por Burdeos, el presidente socialista del Consejo General de Charente, Michel Boutant,  dijo que estaba «devastada y desconcertado»,, «escandalizado, disgustado por una tal arrogancia y tanto desprecio hacia los territorios», diciendo que «una escisión de Poitou-Charentes, no era cosa tabú». Su homólogo UMP de Charente-Maritime Dominique Bussereau evoca «un matrimonio forzado» y considera necesaria «una resistencia republicana»,, diciendo que  «para nosotros, es Aquitania o nos vamos.» La misma historia de parte del presidente UMP del Consejo General de Loiret, para quien se trataba «de improvisación total».Para Philippe Vigier, diputado centrista de Eure-et-Loir, esta nueva entidad «va a ser la región de Francia la más grande y la más pobre.» Sin embargo, Jean-François Macaire, presidente socialista de la región de Poitou-Charentes, «se felicita del no-desmantelamiento de la entidad de Poitou-Charentes», reconociendo que  «no va a cumplir con los elegidos de Charente y Charente-Maritime ». La decisión de establecer esta nueva región también provocó reacciones de los medios universitarios. Para Jean-Marie Augustin, profesor emérito de Derecho y Ciencias Sociales de la Universidad de Poitiers, «no hay ninguna coherencia geográfica, histórica y - quizás lo más importante - sociológica [...]. ¿Qué pasa con el interés económico?». Y agregó: «ahora, se va desde La Rochelle a Chartres. ¿Cuál es el punto común entre alguien que vive en Loiret y en Charente o Charente-Maritime?». El descontento también afectó a los medios económicos. El presidente de la Unión patronal de Charente, Alain Lebret, cree que «nuestro desarrollo es con Burdeos. Si se nos pone en otra región administrativa, continuaremos trabajando con Burdeos, pero esto representará barreras, un handicap». La agrupación de Aquitania y de Poitou-Charentes también era deseada por los representantes del mundo económico aquitano. Este es particularmente el caso de Jean-François Clédel, presidente de Medef de Gironda, que declaró en el periódico financiero La Tribune: «Los intercambios son mucho más sostenidos con el sur de Poitou-Charentes. Por lo tanto, una fusión tendría más sentido, económicamente hablando, con la totalidad o parte de Poitou-Charentes y quizás con Corrèze». Este mismo periódico cita a Serge Baber, presidente de la CGPME Aquitania: «Una fusión de Aquitania con Charente-Maritime y Charente me parece de sentido común. Si se habla de regiones, también se tiene que hablar de las metropolis [...]» y Pierre Coquet, presidente de la Cámara de Comercio e Industria de Burdeos: «Lo que me chocaria realmente sería que la aproximación no concirniese a Charente y Charente-Maritime. Lo que yo digo a la administración es que sería absurdo que los Charentes girasen de nuevo a Burdeos! Trabajamos juntos con regularidad. Burdeos está muy cerca de Cognac y de Angulema, tanto en el plano económico como de infraestructura de transporte».
Si diera lugar a la formación de un gran polo económico, la fusión de Midi-Pyrénées y Languedoc-Roussillon era diversamente apreciado. Para Martin Malvy, presidente socialista del consejo general de Midi-Pyrénées, «este proyecto es una oportunidad para estar mejor preparados para enfrentar la competencia de pesos pesados regionales de Provenza-Alpes-Costa Azul y Ródano-Alpes, además de Cataluña.» Por el contrario, el presidente socialista de Languedoc-Rosellón, Christian Bourquin,  habló «de humillación».
La creación de una región de Picardie-Champagne-Ardenne  no convenció a muchos electos, teniendo en cuenta las limitadas sinergias entre dos territorios tan diferentes. El presidente socialista de la región de Picardía, sorprendido, indicó «esta opción no estaba sobre la mesa en la mañana», concluyendo  «Tengo un gran respeto por la Champagne, pero no entiendo bien la coherencia». El sentimiento de descontento también estaba presente en varios elegidos de Oise, departamento de los suburbios de París. Para el senador-alcalde UMP de Beauvais, Caroline Cayeux, «es un golpe de estado territorial" y para el primer vicepresidente socialista del departamento, André Vantomme, «la división [...] no corresponde en nada a las expectativas y necesidades de nuestros habitantes.»

## Proyecto de ley del 18 de junio de 2014

### Delimitación de las regiones

Mapa de las 14 regiones propuestas por François Hollande en su tribuna del 3 de junio de 2014.

El capítulo 1 del proyecto de ley está dedicado a la redistribución regional. El gobierno partió de la premisa de que el perímetro actual de las regiones se deriva de la definición, a partir de los departamentos, de las circunscripciones electorales de acción regional por el decreto n.º 60-516 del 2 de junio de 1960 sobre la armonización de las circunscripciones administrativas y, que por lo tanto era muy antiguo, y que para ejercer estas competencias acrecentadas de manera eficaz y ser comparables con los niveles administrativos de los países europeos vecinos, era apropiado lograr el suficiente tamaño crítico regional. El artículo 1 define una nueva división que disminuyen el número de regiones de 22 a 14, presentado por el Presidente de la República el 3 de junio de 2014.
De acuerdo con el artículo 2, la capital (chef-lieu) de las nuevas regiones derivadas de un reagrupamiento de las regiones actuales se establecería provisionalmente por decreto simple antes de la creación de estas regiones, previo dictamen de los actuales consejos regionales y consulta de los consejos municipales afectados. Los consejos regionales también deberían asegurarse una concertación local antes de dar su opinión. En un segundo momento, la fijación de la capital sería definitivamente adoptada por decreto en Consejo de Estado hecho antes del 1  de enero de 2016 después de consejo de los nuevos consejos regionales elegidos en diciembre de 2015.
El artículo 3 deroga las disposiciones que organizan la fusión voluntaria entre regiones, devenidas inútiles una vez que el mapa fue redibujado por el legislador.
El artículo 4 fija en el 1 de enero de 2016 la fecha de vigencia del nuevo mapa regional.
En 2007, Francia ratificó la «Carta europea de la autonomía local», cuyo artículo 5 establece que  «Para toda modificación de los límites territoriales locales, las colectividades locales interesadas deben ser consultadas previamente, eventualmente por vía de referéndum en ella donde la ley lo permita.» Pero el gobierno no ha fechaaccesos autoridades locales y no organizar un referéndum, violando así las disposiciones de la Carta». "La Carta fue ratificada por Francia (el 17 de enero de 2007, publicada por Decreto n.º 2007-679 de 3 de mayo de 2007). En virtud del artículo 55 de la Constitución  «Los tratados o acuerdos debidamente ratificados o aprobados tienen, desde su publicación, una autoridad superior a la de las leyes».  Muchas decisiones de los tribunales franceses reconocen que una ley que viola un acuerdo internacional ratificado y publicado no es válida.

### Elecciones regionales
El establecimiento de este nuevo mapa condujo a la modificación del calendario electoral de las elecciones regionales. De hecho, estas últimas, previstas para marzo de 2015, están demasiado próximas a la modificación de las circunscripciones electorales que el presente proyecto de ley opera. El calendario de la elección de los consejeros departamentales —que deben ser elegidos al mismo tiempo que los consejeros regionales en marzo de 2015— fue también cambiada. El proyecto de ley propone así el aplazamiento de la elección de los consejeros departamentales y regionales a diciembre de 2015, tanto para mantener la coincidencia de las elecciones como para asegurar que la redefinición de las competencias de los departamentos se haya completado.
Además, el proyecto de ley modifica la tabla n.º 7 anexa al código electoral definiendo los efectivos de cada consejo regional así como las secciones departamentales que integran las circunscripciones electorales regionales y el número de candidatos por circunscripción para reflejar los nuevos límites de las regiones. Para determinar el número de consejeros regionales de las futuras regiones, el artículo 6 del proyecto de ley, en su versión inicial, implementa un método sencillo, mediante la adición de efectivos, ya previstos en el código electoral, de consejeros regionales actuales limitando a 150 elegidos por consejo régional.
El modo de escrutinio para la elección de consejeros regionales sería también ligeramente modificado para asegurar una mejor representación de los territorios, en particular, con la introducción de un asiento de consejero regional por departamento.

## Procedimiento parlamentario
El procedimiento legislativo comprende tres fases principales: la presentación del texto, su examen por el Parlamento y su promulgación por el Presidente de la República, después de una posible remisión al Consejo constitucional para examinar la conformidad del texto a la Constitución. El texto es examinado sucesivamente por las dos asambleas del Parlamento con vistas a la adopción de un texto idéntico. En el caso de este proyecto de ley, el gobierno decidió utilizar el llamado "tiempo programado", que permite limitar la duración de los debates (30 horas en este caso) y el procedimiento llamado "acelerado", que reduce el número de idas y vueltas entre las dos asambleas.

### Primera lectura del texto de ley en el Senado: el texto es vaciado de su substancia
El 25 y 26 de junio de 2014, los presidentes de los grupos UMP, RDSE y CRC requieren una reunión de la conferencia de presidentes del Senado a fin de que se pronuncie sobre las reglas definidas por la ley orgánica de 15 de abril de 2009 para la presentación del proyecto de ley. Celebrada el 26 de junio, se opuso a la inscripción del examen del proyecto de ley en el orden del día de la sesión del martes, 2 de julio, teniendo en cuenta que la evaluación de impacto adjunta al proyecto no cumplía con los requisitos de dicha ley orgánica. El primer ministro Manuel Valls abordó el Conseil constitutionnel que publicó el 1 de julio su decisión sobre la forma y validó el proyecto de ley, estimado que se presentó en condiciones «conformes aux exigences de la loi organique».
En cuanto a la débil evaluación del impacto de la ley sobre los empleos públicos, el Consejo consideró que en particular no se podía reprochar a este estudio de impacto no incluir desarrollos sobre la evolución del número de empleos públicos dado que el Gobierno no mencionaba el cambio de este número en los objetivos de la propuesta de ley.···
El 1 de julio, Jean-Pierre Chevènement y varios senadores presentaron una moción refrendaria que se aprobó por la comisión especial sobre la delimitación de regiones y luego por el propio Senado el 2 de julio por 175 votos a favor, 134 en contra y 32 abstenciones· pero fue rechazada el mismo día por la Asamblea Nacional por 102 votos contra 27. Este procedimiento retrasó dos días el inicio de la revisión del proyecto de ley por la cámara alta, prevista inicialmente para el martes 1: según el senador socialista Michel Delebarre, relator del comisión especial, que era el seul objectif de la moción.
El texto fue examinado a continuación, en primera lectura, por el Senado del 2 al 5 de julio de 2014 y fue objeto de importantes enmiendas. Gracias a una alianza UMP, comunistas y radicales de izquierda, el artículo primero —que define un nuevo mapa de las regiones— se suprime, y el artículo 12, que prevía el aplazamiento de las elecciones regionales y departamentales de marzo a diciembre de 2015. El texto, así vaciado de sustancia, fue aprobado en la noche del viernes 4 al sábado 5 por 184 a favor y 129 y en contra (PS, Verdes).

## Texto adoptado
El texto fue aprobado definitivamente el 17 de diciembre de 2014.

### Delimitación de las regiones

#### Nueva división territorial
La nueva división territorial de las regiones, cuyo número disminuyó de 22 al 13, entra en vigor el 1 de enero de 2016 dentro de sus límites territoriales vigentes a 31 de diciembre de 2015 (artículo 1).
El nombre provisional de cada región consiste en la yuxtaposición, en orden alfabético, de los nombres de las regiones agrupadas, con la excepción de la región consistente en la reagrupamiento de Baja Normandía y Alta Normandía, que se llamara «Normandía». El nombre definitivo debe fijarse por decreto antes del 1 de julio de 2016 (artículo 2).
La capital (chef-lieu) provisional de cada región se fijará por decreto antes del 31 de diciembre de 2015, previa consulta al concejo municipal de la comuna considerada como sede capital y a los consejos regionales interesados. La opinión de los consejos regionales se hizo previa consulta al Consejo económico, social y ambiental regional (conseil économique, social et environnemental régional) y después de consulta con los representantes de las colectividades territoriales, los organismos consulares y las organizaciones profesionales representadas (artículo 2).
El emplazamiento del edificio de la región (hôtel de région) será «fijado por el consejo regional».Solamente dos novedades fueron introducidas en el texto: los consejos económicos, sociales y ambientales regionales (Conseils économiques, sociaux et environnementaux des régions, Ceser) de las regiones llevadas a reagruparse serán consultados sobre la ubicación definitiva de la futura capital y otra enmienda aprobada preve que el nuevo consejo regional  «la facultad de organizar sesiones por alternancia entre varios lugares de reunión».

#### Derecho de opción de los departamentos
Las disposiciones que rodean el futuro «derecho de opción» para los departamentos que deseen cambiar de región a partir de 2016 han sido muy debatidas. Los electos bretones, entre otros, no han logrado aliviar esta opción correcta era «demasiado complejo» en una perspectiva de «reunificación» de Bretaña con el Loire-Atlantique.
El artículo L4122-1-1 del CGCT prevé la posibilidad de transferir un departamento de una región a otra, pero bajo estrictas condiciones. Un departamento y dos regiones contiguas podrán solicitar, por deliberaciones concordantes de sus asambleas deliberantes, una modificación de los límites regionales para incluir el departamento en el territorio de otra región limítrofe. La solicitud de cambio solo se puede inscribir en el orden del día de cada asamblea por iniciativa de al menos el 10% de sus miembros, una enmienda introducida por la Ley de 27 de enero, de 2014. Además, el nuevo conjunto no puede ser aprobado por el Gobierno salvo si el proyecto recibe el acuerdo de la mayoría absoluta de los votos emitidos, en representación de un número de votos, al menos, igual a la cuarta parte de los votantes inscritos.
Estas condiciones se mantienen e incluso se endurecieron puesto que las deliberaciones de las diferentes asambleas deben ser además «adoptadas por mayoría de los tres quintos de los sufragios inscritos» (artículo 3) y no por mayoría absoluta, unas condiciones que algunos juzgan «bloqueadas». El procedimiento a adoptar fue sin embargo aliviado: el cambio de las fronteras puede ser implementado por un decreto en Consejo de Estado y no por ley, como el CGCT lo preveía anteriormente.